# Айония (округ)
Айо́ния (англ. Ionia County) — округ в штате Мичиган, США. Официально образован 2-го марта 1831 года. По состоянию на 2010 год, численность населения составляла 63 905 человек.

## География
По данным Бюро переписи США, общая площадь округа равняется 1 502,202 км2, из которых 1 478,891 км2 суша и 22,533 км2 или 1,500 % это водоемы.

## Население
По данным переписи населения 2000 года в округе проживает 61 518 жителей в составе 20 606 домашних хозяйств и 15 145 семей. Плотность населения составляет 41,00 человек на км2. На территории округа насчитывается 22 006 жилых строений, при плотности застройки около 15,00-ти строений на км2. Расовый состав населения: белые — 91,96 %, афроамериканцы — 4,56 %, коренные американцы (индейцы) — 0,56 %, азиаты — 0,32 %, гавайцы — 0,01 %, представители других рас — 1,04 %, представители двух или более рас — 1,55 %. Испаноязычные составляли 2,78 % населения независимо от расы.
В составе 38,10 % из общего числа домашних хозяйств проживают дети в возрасте до 18 лет, 58,70 % домашних хозяйств представляют собой супружеские пары проживающие вместе, 10,10 % домашних хозяйств представляют собой одиноких женщин без супруга, 26,50 % домашних хозяйств не имеют отношения к семьям, 21,90 % домашних хозяйств состоят из одного человека, 8,90 % домашних хозяйств состоят из престарелых (65 лет и старше), проживающих в одиночестве. Средний размер домашнего хозяйства составляет 2,70 человека, и средний размер семьи 3,15 человека.
Возрастной состав округа: 26,90 % моложе 18 лет, 11,50 % от 18 до 24, 31,00 % от 25 до 44, 20,50 % от 45 до 64 и 20,50 % от 65 и старше. Средний возраст жителя округа 33 лет. На каждые 100 женщин приходится 115,20 мужчин. На каждые 100 женщин старше 18 лет приходится 120,40 мужчин.
Средний доход на домохозяйство в округе составлял 43 074 USD, на семью — 49 797 USD. Среднестатистический заработок мужчины был 36 995 USD против 25 443 USD для женщины. Доход на душу населения составлял 17 451 USD. Около 6,80 % семей и 8,70 % общего населения находились ниже черты бедности, в том числе — 10,40 % молодежи (тех, кому ещё не исполнилось 18 лет) и 8,10 % тех, кому было уже больше 65 лет.